# Roman Berezovsky
Roman Anatoliy Berezovsky (Armeens: Ռոման Բերեզովսկի, Russisch: Роман Анатольевич Березовский)  (Jerevan, 5 augustus 1974) is een Armeens voormalig voetballer die als doelman speelde. Zijn laatste club was Dinamo Moskou, waarvoor hij tussen 2012 en 2015 actief was. Berezovsky maakte in 1996 zijn debuut in het Armeens voetbalelftal, waarvoor hij tot negenentachtig optredens kwam.

## Clubcarrière
Berezovsky werd geboren als kind van Oekraïense ouders. Hij begon zijn carrière bij Gandzasar Kapan in zijn geboorteland. Hij vertrok in 1993 om in Rusland te gaan spelen. Via Dinamo Sint-Petersburg en Zenit Sint-Petersburg kwam hij in Moskou terecht, waar hij speelde voor Torpedo Moskou. Daarna vertrok hij naar stadsgenoot Dinamo Moskou. Via Khimki FK kwam hij daar in de zomer van 2012 weer terug. Drie jaar later zette hij een punt achter zijn carrière.

## Interlandcarrière
Sinds zijn debuut in 1996 voor het Armeens voetbalelftal tegen Portugal speelde Berezovsky mee in 89 interlands. Na Sargis Hovsepyan speelde hij de meeste interlands voor het nationale elftal. Na diens afscheid werd Berezovsky aanvoerder. In 2016 nam hij afscheid van het Armeens voetbalelftal.